# 온양용화중학교
온양용화중학교(溫陽龍禾中學校)는 대한민국 충청남도 아산시 온천동에 있는 공립 중학교이다.

## 학교 연혁
- 2001년 8월 29일 : 온양용화중학교 설립계획 인가
- 2003년 12월 30일 : 온양용화중학교 신설
- 2004년 3월 10일 : 온양용화중학교 개교
- 2025년 1월 9일 : 제19회 졸업(총 졸업인원 6,371명)
- 2025년 3월 1일 : 제12대 정미옥 교장 부임
- 2025년 3월 4일 : 제22회 입학식

## 참고 자료
- 온양용화중학교 - 한국교육학술정보원 학교알리미